# طواف الدنمارك 2023
طواف الدنمارك 2023 (بالدنماركية: PostNord Danmark Rundt 2023)‏ هو سباق دراجات هوائية، وهو الموسم الثاني والثلاثين من طواف الدنمارك، وأقيم خلال الفترة من 15 أغسطس 2023، وحتى 19 أغسطس 2023، وشارك فيه  138 متسابقاً.
فاز بالمركز الأول وفي ترتيب النقاط مادس بيدرسن، وفاز بالمركز الثاني ماتياس سكجلموس جنسن، وفاز بالمركز الثالث ماغنوس كورت نيلسن، وفاز في تصنيف الجبال نيكلاس بيديرسين ‏، وفاز بمركز أفضل مقاتل مادس أوسترغارد كريستنسن ‏، وفاز في ترتيب النقاط للشباب Logan Currie ‏، وفاز في ترتيب الفرق تريك-سيغافريدو 2023 ‏.

## الفرق
| فرق عالمية (5)- Alpecin-Deceuninck - EF Education-EasyPost - Lidl-Trek - Soudal Quick-Step - Team DSM-Firmenich فرق برو (9)- بولتون إكوتيز بلاك سبوك برو سايكلنج 2023 ‏ - Green Project-Bardiani CSF-Faizanè - Human Powered Health - Lotto Dstny - Q36.5 Pro Cycling Team ‏ - سبورت فلاندرين بالويس ‏ - تيم نوفو نورديسك ‏ - سويس ريسينغ أكادمي 2023 ‏ - أونو اكس برو سايكلنج تيم 2023 ‏ فرق قارية (5)- بي إتش إس - بل بيتون بورنهولم 2023 ‏ - كولوكويك 2023 ‏ - Mazowsze Serce Polski ‏ - Leopard TOGT Pro Cycling ‏ - ريستورانت سوري كارل راس 2023 ‏ فريق وطني- فريق الدنمارك لركوب الدراجات للرجال ‏ |  |
| |  |

## المراحل
| قائمة المراحل | قائمة المراحل | قائمة المراحل           | قائمة المراحل         | قائمة المراحل | قائمة المراحل | قائمة المراحل       | قائمة المراحل       |
| المرحلة       | التاريخ       | الدورة                  |                       | المسافة (كم)  | الارتفاع      | الفائز بالمرحلة     | القائد العام        |
| ------------- | ------------- | ----------------------- | --------------------- | ------------- | ------------- | ------------------- | ------------------- |
| المرحلة 1     | 15 أغسطس      | آلبورغ – آلبورغ         | مرحلة مستوية          | 169٫9         | 1٬383 م       | Søren Wærenskjold ‏  | Søren Wærenskjold ‏  |
| المرحلة 2     | 16 أغسطس      | Kjellerup ‏ – سيلكيبورج  | مرحلة مستوية          | 163٫6         | 1٬474 م       | فابيو جاكوبسن       | Søren Wærenskjold ‏  |
| المرحلة 3     | 17 أغسطس      | Vejen ‏ – فايله          | مرحلة التلال          | 209           | 1٬971 م       | ماتياس سكجلموس جنسن | ماتياس سكجلموس جنسن |
| المرحلة 4     | 18 أغسطس      | Kalundborg ‏ – Bagsværd ‏ | مرحلة مستوية          | 178٫4         | 1٬197 م       | فابيو جاكوبسن       | ماتياس سكجلموس جنسن |
| المرحلة 5     | 19 أغسطس      | هيليسينكور – هيليسينكور | مرحلة سباق الزمن فردي | 16٫1          | 114 م         | مادس بيدرسن         | مادس بيدرسن         |

## النتيجة

### مرحلة 1
هي مرحلة مستوية، أقيمت في 15 أغسطس 2023، وامتدّت لمسافة 169.9 كيلومتر. فاز بالمركز الأول، وتصدر ترتيب النقاط والترتيب العام في نهاية المرحلة Søren Wærenskjold ‏، وتصدر ترتيب الفرق أونو اكس برو سايكلنج تيم 2023 ‏، وتصدر ترتيب النقاط للشباب Filippo Ridolfo ‏، وتصدر ترتيب التسلق وتصنيف القتال مادس أوسترغارد كريستنسن ‏.
| التصنيف العام         | التصنيف العام             | التصنيف العام             | التصنيف العام | التصنيف العام |
| العداء                | العداء                    | الفريق                    | الوقت         |               |
| --------------------- | ------------------------- | ------------------------- | ------------- | ------------- |
| 1                     | Søren Wærenskjold ‏        | أونو اكس برو سايكلنج تيم ‏ | 3 س 50 د 00 ث |               |
| 2                     | فابيو جاكوبسن             | Soudal Quick-Step         | + 10 ث        |               |
| 3                     | مادس بيدرسن               | Lidl-Trek                 | + 12 ث        |               |
| 4                     | Filippo Ridolfo ‏          | تيم نوفو نورديسك ‏         | + 14 ث        |               |
| 5                     | Tobias Lund Andresen ‏     | Team DSM-Firmenich        | + 16 ث        |               |
| 6                     | Vito Braet ‏               | سبورت فلاندرين بالويس ‏    | + 16 ث        |               |
| 7                     | سورين كراغ أندرسن         | Alpecin-Deceuninck        | + 16 ث        |               |
| 8                     | Sebastian Kolze Changizi ‏ | سويس ريسينغ أكادمي ‏       | + 16 ث        |               |
| 9                     | Sebastian Nielsen ‏        | كولوكويك للدراجات ‏        | + 16 ث        |               |
| 10                    | أندرياس ستوكبرو           | Leopard TOGT Pro Cycling ‏ | + 16 ث        |               |
|                       |                           |                           |               |               |
| مصدر: ProCyclingStats |                           |                           |               |               |

### مرحلة 2
هي مرحلة مستوية، أقيمت في 16 أغسطس 2023، وامتدّت لمسافة 163.6 كيلومتر. فاز بالمركز الأول فابيو جاكوبسن، وتصدر الترتيب العام في نهاية المرحلة وترتيب النقاط Søren Wærenskjold ‏، وتصدر تصنيف القتال Daniel Stampe ‏، وتصدر ترتيب الفرق أونو اكس برو سايكلنج تيم 2023 ‏، وتصدر ترتيب التسلق Frederik Irgens Jensen ‏، وتصدر ترتيب النقاط للشباب Filippo Ridolfo ‏.
| التصنيف العام         | التصنيف العام             | التصنيف العام             | التصنيف العام | التصنيف العام |
| العداء                | العداء                    | الفريق                    | الوقت         |               |
| --------------------- | ------------------------- | ------------------------- | ------------- | ------------- |
| 1                     | Søren Wærenskjold ‏        | أونو اكس برو سايكلنج تيم ‏ | 7 س 31 د 03 ث |               |
| 2                     | فابيو جاكوبسن             | Soudal Quick-Step         | + 6 ث         |               |
| 3                     | مادس بيدرسن               | Lidl-Trek                 | + 18 ث        |               |
| 4                     | سورين كراغ أندرسن         | Alpecin-Deceuninck        | + 18 ث        |               |
| 5                     | Filippo Ridolfo ‏          | تيم نوفو نورديسك ‏         | + 20 ث        |               |
| 6                     | Tobias Lund Andresen ‏     | Team DSM-Firmenich        | + 22 ث        |               |
| 7                     | Vito Braet ‏               | سبورت فلاندرين بالويس ‏    | + 22 ث        |               |
| 8                     | Sebastian Kolze Changizi ‏ | سويس ريسينغ أكادمي ‏       | + 22 ث        |               |
| 9                     | Matyáš Kopecký ‏           | تيم نوفو نورديسك ‏         | + 22 ث        |               |
| 10                    | Sebastian Nielsen ‏        | كولوكويك للدراجات ‏        | + 22 ث        |               |
|                       |                           |                           |               |               |
| مصدر: ProCyclingStats |                           |                           |               |               |

### مرحلة 3
هي مرحلة جبلية، أقيمت في 17 أغسطس 2023، وامتدّت لمسافة 209 كيلومتر. فاز بالمركز الأول، وتصدر الترتيب العام في نهاية المرحلة ماتياس سكجلموس جنسن، وتصدر ترتيب التسلق وتصنيف القتال نيكلاس بيديرسين ‏، وتصدر ترتيب النقاط مادس بيدرسن، وتصدر ترتيب الفرق تريك-سيغافريدو 2023 ‏، وتصدر ترتيب النقاط للشباب Kasper Andersen (cyclist) ‏.
| التصنيف العام         | التصنيف العام       | التصنيف العام             | التصنيف العام  | التصنيف العام |
| العداء                | العداء              | الفريق                    | الوقت          |               |
| --------------------- | ------------------- | ------------------------- | -------------- | ------------- |
| 1                     | ماتياس سكجلموس جنسن | Lidl-Trek                 | 12 س 30 د 46 ث |               |
| 2                     | مادس بيدرسن         | Lidl-Trek                 | + 10 ث         |               |
| 3                     | ماغنوس كورت نيلسن   | EF Education-EasyPost     | + 49 ث         |               |
| 4                     | Nicola Conci ‏       | Alpecin-Deceuninck        | + 56 ث         |               |
| 5                     | Florian Vermeersch ‏ | Lotto Dstny               | + 59 ث         |               |
| 6                     | ألكسندر كامب        | سويس ريسينغ أكادمي ‏       | + 1 د 01 ث     |               |
| 7                     | Søren Wærenskjold ‏  | أونو اكس برو سايكلنج تيم ‏ | + 1 د 09 ث     |               |
| 8                     | توم سكوجين          | Lidl-Trek                 | + 1 د 20 ث     |               |
| 9                     | كريستيان سباراغلي   | Alpecin-Deceuninck        | + 1 د 25 ث     |               |
| 10                    | برنت فان موير       | Lotto Dstny               | + 1 د 26 ث     |               |
|                       |                     |                           |                |               |
| مصدر: ProCyclingStats |                     |                           |                |               |

### مرحلة 4
هي مرحلة مستوية، أقيمت في 18 أغسطس 2023، وامتدّت لمسافة 178.4 كيلومتر. فاز بالمركز الأول، وتصدر ترتيب النقاط فابيو جاكوبسن، وتصدر تصنيف القتال إميل فينجبو، وتصدر ترتيب التسلق نيكلاس بيديرسين ‏، وتصدر الترتيب العام في نهاية المرحلة ماتياس سكجلموس جنسن، وتصدر ترتيب الفرق تريك-سيغافريدو 2023 ‏، وتصدر ترتيب النقاط للشباب Kasper Andersen (cyclist) ‏.
| التصنيف العام         | التصنيف العام       | التصنيف العام             | التصنيف العام  | التصنيف العام |
| العداء                | العداء              | الفريق                    | الوقت          |               |
| --------------------- | ------------------- | ------------------------- | -------------- | ------------- |
| 1                     | ماتياس سكجلموس جنسن | Lidl-Trek                 | 16 س 31 د 22 ث |               |
| 2                     | مادس بيدرسن         | Lidl-Trek                 | + 4 ث          |               |
| 3                     | ماغنوس كورت نيلسن   | EF Education-EasyPost     | + 49 ث         |               |
| 4                     | Nicola Conci ‏       | Alpecin-Deceuninck        | + 1 د 04 ث     |               |
| 5                     | Florian Vermeersch ‏ | Lotto Dstny               | + 1 د 07 ث     |               |
| 6                     | Søren Wærenskjold ‏  | أونو اكس برو سايكلنج تيم ‏ | + 1 د 09 ث     |               |
| 7                     | ألكسندر كامب        | سويس ريسينغ أكادمي ‏       | + 1 د 14 ث     |               |
| 8                     | برنت فان موير       | Lotto Dstny               | + 1 د 26 ث     |               |
| 9                     | Vito Braet ‏         | سبورت فلاندرين بالويس ‏    | + 1 د 31 ث     |               |
| 10                    | Magnus Bak Klaris ‏  | ريستورانت سوري كارل راس ‏  | + 1 د 31 ث     |               |
|                       |                     |                           |                |               |
| مصدر: ProCyclingStats |                     |                           |                |               |

### مرحلة 5
هي مرحلة من نوع سباق زمن فردي، أقيمت في 19 أغسطس 2023، وامتدّت لمسافة 16.1 كيلومتر. فاز بالمركز الأول، وتصدر ترتيب النقاط والترتيب العام في نهاية المرحلة مادس بيدرسن، وتصدر ترتيب التسلق نيكلاس بيديرسين ‏، وتصدر ترتيب الفرق تريك-سيغافريدو 2023 ‏، وتصدر ترتيب النقاط للشباب Logan Currie ‏.

## المشاركون
| Lidl-Trek LTK | Lidl-Trek LTK            | Lidl-Trek LTK    |
| ------------- | ------------------------ | ---------------- |
| م             | عداء                     | مرتبة            |
| 1             | جوليان برنارد            | لم يكمل السباق-3 |
| 2             | Daan Hoole ‏              | 84               |
| 3             | Jacopo Mosca ‏            | 51               |
| 4             | مادس بيدرسن              | 1                |
| 5             | Mattias Skjelmose (طريق) | 2                |
| 6             | توم سكوجين (زمني فردي)   | 9                |
| 7             | Martin Pedersen ‏         | 122              |

| Alpecin-Deceuninck ADC | Alpecin-Deceuninck ADC | Alpecin-Deceuninck ADC |
| ---------------------- | ---------------------- | ---------------------- |
| م                      | عداء                   | مرتبة                  |
| 11                     | سورين كراغ أندرسن      | 29                     |
| 12                     | رامون سينكلدام         | 61                     |
| 13                     | Nicola Conci ‏          | 11                     |
| 14                     | Oscar Riesebeek ‏       | 50                     |
| 15                     | جنسن بلاورايت ‏         | 80                     |
| 16                     | كريستيان سباراغلي      | 20                     |
| 17                     | Fabio Van den Bossche ‏ | 40                     |

| EF Education-EasyPost EFE | EF Education-EasyPost EFE  | EF Education-EasyPost EFE |
| ------------------------- | -------------------------- | ------------------------- |
| م                         | عداء                       | مرتبة                     |
| 21                        | جيمس شو                    | لم يبدأ-5                 |
| 22                        | ماغنوس كورت نيلسن          | 3                         |
| 23                        | Stefan de Bod ‏ (زمني فردي) | 13                        |
| 24                        | ميكيل فروليش أونوريه       | 34                        |
| 25                        | Jonas Rutsch ‏              | 47                        |
| 26                        | توماس سكالي                | 90                        |
| 27                        | مايكل فالغرين              | 35                        |

| Soudal Quick-Step SOQ | Soudal Quick-Step SOQ | Soudal Quick-Step SOQ |
| --------------------- | --------------------- | --------------------- |
| م                     | عداء                  | مرتبة                 |
| 31                    | جوزيف سيرني           | 100                   |
| 32                    | فابيو جاكوبسن (طريق)  | 57                    |
| 33                    | مايكل موركوف          | 55                    |
| 34                    | كاسبر بيدرسين         | 26                    |
| 35                    | Tim Declercq ‏         | لم يبدأ-5             |
| 36                    | Martin Svrček ‏        | 48                    |
| 37                    | Mauri Vansevenant ‏    | لم يكمل السباق-1      |

| Team DSM-Firmenich DSM | Team DSM-Firmenich DSM | Team DSM-Firmenich DSM |
| ---------------------- | ---------------------- | ---------------------- |
| م                      | عداء                   | مرتبة                  |
| 41                     | Tobias Lund Andresen ‏  | 52                     |
| 42                     | Marco Brenner ‏         | 41                     |
| 44                     | Tim Naberman ‏          | لم يبدأ-5              |
| 45                     | Florian Stork ‏         | 32                     |
| 46                     | Martijn Tusveld ‏       | 83                     |
| 47                     | Enzo Leijnse ‏          | 101                    |

| أونو-إكس موبيليتي ‏ UXT | أونو-إكس موبيليتي ‏ UXT         | أونو-إكس موبيليتي ‏ UXT |
| ---------------------- | ------------------------------ | ---------------------- |
| م                      | عداء                           | مرتبة                  |
| 51                     | Louis Bendixen ‏                | 86                     |
| 52                     | Alfred Grenaae ‏                | 112                    |
| 53                     | William Blume Levy ‏            | 85                     |
| 54                     | Anthon Charmig ‏                | 36                     |
| 55                     | لاسي نورمان هانسن              | 87                     |
| 56                     | نيكلاس لارسن                   | 30                     |
| 57                     | Søren Wærenskjold ‏ (زمني فردي) | 4                      |

| Lotto Dstny LTD | Lotto Dstny LTD            | Lotto Dstny LTD  |
| --------------- | -------------------------- | ---------------- |
| م               | عداء                       | مرتبة            |
| 61              | سيباستيان غرينيار ‏         | 42               |
| 62              | Joshua Giddings (cyclist) ‏ | 102              |
| 63              | Harry Sweeny ‏              | 49               |
| 64              | Jarne Van de Paar ‏         | لم يكمل السباق-2 |
| 65              | برنت فان موير              | 7                |
| 66              | Florian Vermeersch ‏        | 5                |
| 67              | Axel De Lie ‏               | 116              |

| سويس ريسينغ أكادمي ‏ TUD | سويس ريسينغ أكادمي ‏ TUD      | سويس ريسينغ أكادمي ‏ TUD |
| ----------------------- | ---------------------------- | ----------------------- |
| م                       | عداء                         | مرتبة                   |
| 71                      | Sebastian Kolze Changizi ‏    | 45                      |
| 72                      | جاكوب أريكسون ‏               | 39                      |
| 73                      | لوكاس أريكسون (طريق)         | 25                      |
| 74                      | ألكسندر كامب                 | 6                       |
| 75                      | Simon Pellaud ‏               | 37                      |
| 76                      | Luc Wirtgen ‏                 | 88                      |
| 77                      | Aivaras Mikutis ‏ (زمني فردي) | 106                     |

| Green Project-Bardiani CSF-Faizanè BCF | Green Project-Bardiani CSF-Faizanè BCF | Green Project-Bardiani CSF-Faizanè BCF |
| -------------------------------------- | -------------------------------------- | -------------------------------------- |
| م                                      | عداء                                   | مرتبة                                  |
| 81                                     | Luca Colnaghi ‏                         | 43                                     |
| 82                                     | Riccardo Lucca ‏                        | 77                                     |
| 83                                     | Filippo Magli ‏                         | 27                                     |
| 84                                     | Alessio Nieri ‏                         | 93                                     |
| 85                                     | Luca Paletti ‏                          | 71                                     |
| 86                                     | Luca Rastelli ‏                         | 65                                     |
| 87                                     | Alessandro Santaromita ‏                | 59                                     |

| بلاك سبوك برو سايكلنج ‏ BEB | بلاك سبوك برو سايكلنج ‏ BEB | بلاك سبوك برو سايكلنج ‏ BEB |
| -------------------------- | -------------------------- | -------------------------- |
| م                          | عداء                       | مرتبة                      |
| 91                         | Logan Currie ‏              | 14                         |
| 92                         | James Fouché ‏              | 70                         |
| 93                         | آرون جيت (زمني فردي)       | لم يكمل السباق-3           |
| 94                         | أولي جونز ‏                 | لم يبدأ-5                  |
| 95                         | Luke Mudgway ‏              | 81                         |
| 96                         | James Oram ‏ (طريق)         | 73                         |
| 97                         | مارك ستيوارت               | 56                         |

| Q36.5 Pro Cycling Team ‏ Q36 | Q36.5 Pro Cycling Team ‏ Q36 | Q36.5 Pro Cycling Team ‏ Q36 |
| --------------------------- | --------------------------- | --------------------------- |
| م                           | عداء                        | مرتبة                       |
| 101                         | جاك باور                    | 58                          |
| 102                         | Tom Devriendt ‏              | لم يكمل السباق-2            |
| 103                         | توبياس لودفيجسون            | 76                          |
| 104                         | ماتيو موشيتي                | 64                          |
| 105                         | Nicolò Parisini ‏            | 92                          |
| 106                         | Szymon Sajnok ‏              | 53                          |
| 107                         | Nickolas Zukowsky ‏ (طريق)   | 21                          |

| Human Powered Health HPM | Human Powered Health HPM  | Human Powered Health HPM |
| ------------------------ | ------------------------- | ------------------------ |
| م                        | عداء                      | مرتبة                    |
| 111                      | Stanisław Aniołkowski ‏    | 98                       |
| 112                      | آلان باناسيك (طريق)       | 104                      |
| 113                      | ستيفن باسيت               | 54                       |
| 114                      | Charles-Étienne Chrétien ‏ | 38                       |
| 115                      | تشاد هاغا                 | لم يبدأ-2                |
| 116                      | فيسل كرول ‏                | 109                      |
| 117                      | Barnabás Peák ‏            | 110                      |

| سبورت فلاندرين بالويس ‏ TFB | سبورت فلاندرين بالويس ‏ TFB | سبورت فلاندرين بالويس ‏ TFB |
| -------------------------- | -------------------------- | -------------------------- |
| م                          | عداء                       | مرتبة                      |
| 121                        | Ruben Apers ‏               | 19                         |
| 122                        | Jenno Berckmoes ‏           | 31                         |
| 123                        | Vito Braet ‏                | 18                         |
| 124                        | غيليس دي وايلد ‏            | لم يبدأ-2                  |
| 125                        | Tuur Dens ‏                 | 94                         |
| 127                        | Jules Hesters ‏             | 115                        |

| تيم نوفو نورديسك ‏ TNN | تيم نوفو نورديسك ‏ TNN              | تيم نوفو نورديسك ‏ TNN |
| --------------------- | ---------------------------------- | --------------------- |
| م                     | عداء                               | مرتبة                 |
| 131                   | Andrea Peron (cyclist, born 1988) ‏ | 66                    |
| 132                   | Matyáš Kopecký ‏                    | 28                    |
| 133                   | Péter Kusztor ‏                     | 114                   |
| 134                   | Filippo Ridolfo ‏                   | 60                    |
| 135                   | Hamish Beadle ‏                     | 113                   |
| 136                   | Quinten De Graeve ‏                 | 111                   |
| 137                   | Declan Irvine ‏                     | 96                    |

| Mazowsze Serce Polski ‏ MSP | Mazowsze Serce Polski ‏ MSP  | Mazowsze Serce Polski ‏ MSP |
| -------------------------- | --------------------------- | -------------------------- |
| م                          | عداء                        | مرتبة                      |
| 141                        | Jeppe Aaskov Pallesen ‏      | 62                         |
| 142                        | Norbert Banaszek ‏           | 95                         |
| 143                        | Marcin Budziński (cyclist) ‏ | 16                         |
| 144                        | Tomasz Budziński ‏           | 24                         |
| 145                        | Adrian Banaszek ‏            | 123                        |
| 146                        | ياكوب كازماريك              | 22                         |
| 147                        | Tobiasz Pawlak ‏             | 117                        |

| كولوكويك للدراجات ‏ TCQ | كولوكويك للدراجات ‏ TCQ     | كولوكويك للدراجات ‏ TCQ |
| ---------------------- | -------------------------- | ---------------------- |
| م                      | عداء                       | مرتبة                  |
| 151                    | نيكلاس بيديرسين ‏           | 69                     |
| 152                    | Emil Toudal ‏               | 108                    |
| 153                    | Tobias Svarre ‏             | 17                     |
| 154                    | Henrik Pedersen (cyclist) ‏ | 67                     |
| 155                    | Frederik Muff ‏             | 119                    |
| 156                    | Simon Bak ‏                 | 15                     |
| 157                    | Sebastian Nielsen ‏         | 74                     |

| Leopard TOGT Pro Cycling ‏ LTP | Leopard TOGT Pro Cycling ‏ LTP | Leopard TOGT Pro Cycling ‏ LTP |
| ----------------------------- | ----------------------------- | ----------------------------- |
| م                             | عداء                          | مرتبة                         |
| 161                           | ماتياس بريجنهوج ‏              | 8                             |
| 162                           | أندرياس ستوكبرو               | 12                            |
| 163                           | مادس أوسترغارد كريستنسن ‏      | 97                            |
| 164                           | إميل فينجبو                   | 44                            |
| 165                           | Robin Juel Skivild ‏           | 33                            |
| 166                           | ميغيل هايدمان ‏                | 72                            |
| 167                           | Tobias Hansen ‏                | لم يكمل السباق-4              |

| ريستورانت سوري كارل راس ‏ GSH | ريستورانت سوري كارل راس ‏ GSH | ريستورانت سوري كارل راس ‏ GSH |
| ---------------------------- | ---------------------------- | ---------------------------- |
| م                            | عداء                         | مرتبة                        |
| 171                          | Magnus Bak Klaris ‏           | 10                           |
| 172                          | Rasmus Bøgh Wallin ‏          | 89                           |
| 173                          | Daniel Stampe ‏               | 68                           |
| 174                          | Jakob Egholm ‏                | 105                          |
| 175                          | ماثياس لارسن ‏                | 121                          |
| 176                          | Oscar Bluhm ‏                 | 107                          |
| 177                          | Kristian Egholm ‏             | لم يكمل السباق-3             |

| بي إتش إس - بل بيتون بورنهولم ‏ BPC | بي إتش إس - بل بيتون بورنهولم ‏ BPC | بي إتش إس - بل بيتون بورنهولم ‏ BPC |
| ---------------------------------- | ---------------------------------- | ---------------------------------- |
| م                                  | عداء                               | مرتبة                              |
| 181                                | مارتن توفت مادسن                   | 118                                |
| 182                                | Frederik Irgens Jensen ‏            | 63                                 |
| 183                                | Nikolaj Mengel ‏                    | 78                                 |
| 184                                | Mads-Emil Dupont Hougaard ‏         | 82                                 |
| 185                                | Sebastian Ryttersgaard ‏            | لم يكمل السباق-1                   |
| 186                                | Boas Lysgaard ‏                     | 103                                |
| 187                                | Emil Schandorff Iwersen ‏           | 91                                 |

| فريق الدنمارك لركوب الدراجات للرجال ‏ DEN | فريق الدنمارك لركوب الدراجات للرجال ‏ DEN | فريق الدنمارك لركوب الدراجات للرجال ‏ DEN |
| ---------------------------------------- | ---------------------------------------- | ---------------------------------------- |
| م                                        | عداء                                     | مرتبة                                    |
| 191                                      | Julius Johansen ‏                         | 46                                       |
| 192                                      | Alexander Salby ‏                         | 75                                       |
| 193                                      | Kasper Andersen (cyclist) ‏               | 23                                       |
| 194                                      | Rasmus Søjberg Pedersen ‏                 | 120                                      |
| 195                                      | Jacob Schebye ‏                           | 99                                       |
| 196                                      | Kevin Biehl ‏                             | 79                                       |
| 197                                      | Aksel Bech Skot-Hansen ‏                  | لم يكمل السباق-1                         |

| Lidl-Trek LTK | Lidl-Trek LTK            | Lidl-Trek LTK    |
| ------------- | ------------------------ | ---------------- |
| م             | عداء                     | مرتبة            |
| 1             | جوليان برنارد            | لم يكمل السباق-3 |
| 2             | Daan Hoole ‏              | 84               |
| 3             | Jacopo Mosca ‏            | 51               |
| 4             | مادس بيدرسن              | 1                |
| 5             | Mattias Skjelmose (طريق) | 2                |
| 6             | توم سكوجين (زمني فردي)   | 9                |
| 7             | Martin Pedersen ‏         | 122              |

| Alpecin-Deceuninck ADC | Alpecin-Deceuninck ADC | Alpecin-Deceuninck ADC |
| ---------------------- | ---------------------- | ---------------------- |
| م                      | عداء                   | مرتبة                  |
| 11                     | سورين كراغ أندرسن      | 29                     |
| 12                     | رامون سينكلدام         | 61                     |
| 13                     | Nicola Conci ‏          | 11                     |
| 14                     | Oscar Riesebeek ‏       | 50                     |
| 15                     | جنسن بلاورايت ‏         | 80                     |
| 16                     | كريستيان سباراغلي      | 20                     |
| 17                     | Fabio Van den Bossche ‏ | 40                     |

| EF Education-EasyPost EFE | EF Education-EasyPost EFE  | EF Education-EasyPost EFE |
| ------------------------- | -------------------------- | ------------------------- |
| م                         | عداء                       | مرتبة                     |
| 21                        | جيمس شو                    | لم يبدأ-5                 |
| 22                        | ماغنوس كورت نيلسن          | 3                         |
| 23                        | Stefan de Bod ‏ (زمني فردي) | 13                        |
| 24                        | ميكيل فروليش أونوريه       | 34                        |
| 25                        | Jonas Rutsch ‏              | 47                        |
| 26                        | توماس سكالي                | 90                        |
| 27                        | مايكل فالغرين              | 35                        |

| Soudal Quick-Step SOQ | Soudal Quick-Step SOQ | Soudal Quick-Step SOQ |
| --------------------- | --------------------- | --------------------- |
| م                     | عداء                  | مرتبة                 |
| 31                    | جوزيف سيرني           | 100                   |
| 32                    | فابيو جاكوبسن (طريق)  | 57                    |
| 33                    | مايكل موركوف          | 55                    |
| 34                    | كاسبر بيدرسين         | 26                    |
| 35                    | Tim Declercq ‏         | لم يبدأ-5             |
| 36                    | Martin Svrček ‏        | 48                    |
| 37                    | Mauri Vansevenant ‏    | لم يكمل السباق-1      |

| Team DSM-Firmenich DSM | Team DSM-Firmenich DSM | Team DSM-Firmenich DSM |
| ---------------------- | ---------------------- | ---------------------- |
| م                      | عداء                   | مرتبة                  |
| 41                     | Tobias Lund Andresen ‏  | 52                     |
| 42                     | Marco Brenner ‏         | 41                     |
| 44                     | Tim Naberman ‏          | لم يبدأ-5              |
| 45                     | Florian Stork ‏         | 32                     |
| 46                     | Martijn Tusveld ‏       | 83                     |
| 47                     | Enzo Leijnse ‏          | 101                    |

| أونو-إكس موبيليتي ‏ UXT | أونو-إكس موبيليتي ‏ UXT         | أونو-إكس موبيليتي ‏ UXT |
| ---------------------- | ------------------------------ | ---------------------- |
| م                      | عداء                           | مرتبة                  |
| 51                     | Louis Bendixen ‏                | 86                     |
| 52                     | Alfred Grenaae ‏                | 112                    |
| 53                     | William Blume Levy ‏            | 85                     |
| 54                     | Anthon Charmig ‏                | 36                     |
| 55                     | لاسي نورمان هانسن              | 87                     |
| 56                     | نيكلاس لارسن                   | 30                     |
| 57                     | Søren Wærenskjold ‏ (زمني فردي) | 4                      |

| Lotto Dstny LTD | Lotto Dstny LTD            | Lotto Dstny LTD  |
| --------------- | -------------------------- | ---------------- |
| م               | عداء                       | مرتبة            |
| 61              | سيباستيان غرينيار ‏         | 42               |
| 62              | Joshua Giddings (cyclist) ‏ | 102              |
| 63              | Harry Sweeny ‏              | 49               |
| 64              | Jarne Van de Paar ‏         | لم يكمل السباق-2 |
| 65              | برنت فان موير              | 7                |
| 66              | Florian Vermeersch ‏        | 5                |
| 67              | Axel De Lie ‏               | 116              |

| سويس ريسينغ أكادمي ‏ TUD | سويس ريسينغ أكادمي ‏ TUD      | سويس ريسينغ أكادمي ‏ TUD |
| ----------------------- | ---------------------------- | ----------------------- |
| م                       | عداء                         | مرتبة                   |
| 71                      | Sebastian Kolze Changizi ‏    | 45                      |
| 72                      | جاكوب أريكسون ‏               | 39                      |
| 73                      | لوكاس أريكسون (طريق)         | 25                      |
| 74                      | ألكسندر كامب                 | 6                       |
| 75                      | Simon Pellaud ‏               | 37                      |
| 76                      | Luc Wirtgen ‏                 | 88                      |
| 77                      | Aivaras Mikutis ‏ (زمني فردي) | 106                     |

| Green Project-Bardiani CSF-Faizanè BCF | Green Project-Bardiani CSF-Faizanè BCF | Green Project-Bardiani CSF-Faizanè BCF |
| -------------------------------------- | -------------------------------------- | -------------------------------------- |
| م                                      | عداء                                   | مرتبة                                  |
| 81                                     | Luca Colnaghi ‏                         | 43                                     |
| 82                                     | Riccardo Lucca ‏                        | 77                                     |
| 83                                     | Filippo Magli ‏                         | 27                                     |
| 84                                     | Alessio Nieri ‏                         | 93                                     |
| 85                                     | Luca Paletti ‏                          | 71                                     |
| 86                                     | Luca Rastelli ‏                         | 65                                     |
| 87                                     | Alessandro Santaromita ‏                | 59                                     |

| بلاك سبوك برو سايكلنج ‏ BEB | بلاك سبوك برو سايكلنج ‏ BEB | بلاك سبوك برو سايكلنج ‏ BEB |
| -------------------------- | -------------------------- | -------------------------- |
| م                          | عداء                       | مرتبة                      |
| 91                         | Logan Currie ‏              | 14                         |
| 92                         | James Fouché ‏              | 70                         |
| 93                         | آرون جيت (زمني فردي)       | لم يكمل السباق-3           |
| 94                         | أولي جونز ‏                 | لم يبدأ-5                  |
| 95                         | Luke Mudgway ‏              | 81                         |
| 96                         | James Oram ‏ (طريق)         | 73                         |
| 97                         | مارك ستيوارت               | 56                         |

| Q36.5 Pro Cycling Team ‏ Q36 | Q36.5 Pro Cycling Team ‏ Q36 | Q36.5 Pro Cycling Team ‏ Q36 |
| --------------------------- | --------------------------- | --------------------------- |
| م                           | عداء                        | مرتبة                       |
| 101                         | جاك باور                    | 58                          |
| 102                         | Tom Devriendt ‏              | لم يكمل السباق-2            |
| 103                         | توبياس لودفيجسون            | 76                          |
| 104                         | ماتيو موشيتي                | 64                          |
| 105                         | Nicolò Parisini ‏            | 92                          |
| 106                         | Szymon Sajnok ‏              | 53                          |
| 107                         | Nickolas Zukowsky ‏ (طريق)   | 21                          |

| Human Powered Health HPM | Human Powered Health HPM  | Human Powered Health HPM |
| ------------------------ | ------------------------- | ------------------------ |
| م                        | عداء                      | مرتبة                    |
| 111                      | Stanisław Aniołkowski ‏    | 98                       |
| 112                      | آلان باناسيك (طريق)       | 104                      |
| 113                      | ستيفن باسيت               | 54                       |
| 114                      | Charles-Étienne Chrétien ‏ | 38                       |
| 115                      | تشاد هاغا                 | لم يبدأ-2                |
| 116                      | فيسل كرول ‏                | 109                      |
| 117                      | Barnabás Peák ‏            | 110                      |

| سبورت فلاندرين بالويس ‏ TFB | سبورت فلاندرين بالويس ‏ TFB | سبورت فلاندرين بالويس ‏ TFB |
| -------------------------- | -------------------------- | -------------------------- |
| م                          | عداء                       | مرتبة                      |
| 121                        | Ruben Apers ‏               | 19                         |
| 122                        | Jenno Berckmoes ‏           | 31                         |
| 123                        | Vito Braet ‏                | 18                         |
| 124                        | غيليس دي وايلد ‏            | لم يبدأ-2                  |
| 125                        | Tuur Dens ‏                 | 94                         |
| 127                        | Jules Hesters ‏             | 115                        |

| تيم نوفو نورديسك ‏ TNN | تيم نوفو نورديسك ‏ TNN              | تيم نوفو نورديسك ‏ TNN |
| --------------------- | ---------------------------------- | --------------------- |
| م                     | عداء                               | مرتبة                 |
| 131                   | Andrea Peron (cyclist, born 1988) ‏ | 66                    |
| 132                   | Matyáš Kopecký ‏                    | 28                    |
| 133                   | Péter Kusztor ‏                     | 114                   |
| 134                   | Filippo Ridolfo ‏                   | 60                    |
| 135                   | Hamish Beadle ‏                     | 113                   |
| 136                   | Quinten De Graeve ‏                 | 111                   |
| 137                   | Declan Irvine ‏                     | 96                    |

| Mazowsze Serce Polski ‏ MSP | Mazowsze Serce Polski ‏ MSP  | Mazowsze Serce Polski ‏ MSP |
| -------------------------- | --------------------------- | -------------------------- |
| م                          | عداء                        | مرتبة                      |
| 141                        | Jeppe Aaskov Pallesen ‏      | 62                         |
| 142                        | Norbert Banaszek ‏           | 95                         |
| 143                        | Marcin Budziński (cyclist) ‏ | 16                         |
| 144                        | Tomasz Budziński ‏           | 24                         |
| 145                        | Adrian Banaszek ‏            | 123                        |
| 146                        | ياكوب كازماريك              | 22                         |
| 147                        | Tobiasz Pawlak ‏             | 117                        |

| كولوكويك للدراجات ‏ TCQ | كولوكويك للدراجات ‏ TCQ     | كولوكويك للدراجات ‏ TCQ |
| ---------------------- | -------------------------- | ---------------------- |
| م                      | عداء                       | مرتبة                  |
| 151                    | نيكلاس بيديرسين ‏           | 69                     |
| 152                    | Emil Toudal ‏               | 108                    |
| 153                    | Tobias Svarre ‏             | 17                     |
| 154                    | Henrik Pedersen (cyclist) ‏ | 67                     |
| 155                    | Frederik Muff ‏             | 119                    |
| 156                    | Simon Bak ‏                 | 15                     |
| 157                    | Sebastian Nielsen ‏         | 74                     |

| Leopard TOGT Pro Cycling ‏ LTP | Leopard TOGT Pro Cycling ‏ LTP | Leopard TOGT Pro Cycling ‏ LTP |
| ----------------------------- | ----------------------------- | ----------------------------- |
| م                             | عداء                          | مرتبة                         |
| 161                           | ماتياس بريجنهوج ‏              | 8                             |
| 162                           | أندرياس ستوكبرو               | 12                            |
| 163                           | مادس أوسترغارد كريستنسن ‏      | 97                            |
| 164                           | إميل فينجبو                   | 44                            |
| 165                           | Robin Juel Skivild ‏           | 33                            |
| 166                           | ميغيل هايدمان ‏                | 72                            |
| 167                           | Tobias Hansen ‏                | لم يكمل السباق-4              |

| ريستورانت سوري كارل راس ‏ GSH | ريستورانت سوري كارل راس ‏ GSH | ريستورانت سوري كارل راس ‏ GSH |
| ---------------------------- | ---------------------------- | ---------------------------- |
| م                            | عداء                         | مرتبة                        |
| 171                          | Magnus Bak Klaris ‏           | 10                           |
| 172                          | Rasmus Bøgh Wallin ‏          | 89                           |
| 173                          | Daniel Stampe ‏               | 68                           |
| 174                          | Jakob Egholm ‏                | 105                          |
| 175                          | ماثياس لارسن ‏                | 121                          |
| 176                          | Oscar Bluhm ‏                 | 107                          |
| 177                          | Kristian Egholm ‏             | لم يكمل السباق-3             |

| بي إتش إس - بل بيتون بورنهولم ‏ BPC | بي إتش إس - بل بيتون بورنهولم ‏ BPC | بي إتش إس - بل بيتون بورنهولم ‏ BPC |
| ---------------------------------- | ---------------------------------- | ---------------------------------- |
| م                                  | عداء                               | مرتبة                              |
| 181                                | مارتن توفت مادسن                   | 118                                |
| 182                                | Frederik Irgens Jensen ‏            | 63                                 |
| 183                                | Nikolaj Mengel ‏                    | 78                                 |
| 184                                | Mads-Emil Dupont Hougaard ‏         | 82                                 |
| 185                                | Sebastian Ryttersgaard ‏            | لم يكمل السباق-1                   |
| 186                                | Boas Lysgaard ‏                     | 103                                |
| 187                                | Emil Schandorff Iwersen ‏           | 91                                 |

| فريق الدنمارك لركوب الدراجات للرجال ‏ DEN | فريق الدنمارك لركوب الدراجات للرجال ‏ DEN | فريق الدنمارك لركوب الدراجات للرجال ‏ DEN |
| ---------------------------------------- | ---------------------------------------- | ---------------------------------------- |
| م                                        | عداء                                     | مرتبة                                    |
| 191                                      | Julius Johansen ‏                         | 46                                       |
| 192                                      | Alexander Salby ‏                         | 75                                       |
| 193                                      | Kasper Andersen (cyclist) ‏               | 23                                       |
| 194                                      | Rasmus Søjberg Pedersen ‏                 | 120                                      |
| 195                                      | Jacob Schebye ‏                           | 99                                       |
| 196                                      | Kevin Biehl ‏                             | 79                                       |
| 197                                      | Aksel Bech Skot-Hansen ‏                  | لم يكمل السباق-1                         |

## التصنيف العام النهائي
| التصنيف العام         | التصنيف العام       | التصنيف العام             | التصنيف العام  | التصنيف العام |
| العداء                | العداء              | الفريق                    | الوقت          |               |
| --------------------- | ------------------- | ------------------------- | -------------- | ------------- |
| 1                     | مادس بيدرسن         | Lidl-Trek                 | 16 س 49 د 16 ث |               |
| 2                     | ماتياس سكجلموس جنسن | Lidl-Trek                 | + 41 ث         |               |
| 3                     | ماغنوس كورت نيلسن   | EF Education-EasyPost     | + 1 د 19 ث     |               |
| 4                     | Søren Wærenskjold ‏  | أونو اكس برو سايكلنج تيم ‏ | + 1 د 29 ث     |               |
| 5                     | Florian Vermeersch ‏ | Lotto Dstny               | + 2 د 03 ث     |               |
| 6                     | ألكسندر كامب        | سويس ريسينغ أكادمي ‏       | + 2 د 12 ث     |               |
| 7                     | برنت فان موير       | Lotto Dstny               | + 2 د 28 ث     |               |
| 8                     | ماتياس بريجنهوج ‏    | Leopard TOGT Pro Cycling ‏ | + 2 د 28 ث     |               |
| 9                     | توم سكوجين          | Lidl-Trek                 | + 2 د 30 ث     |               |
| 10                    | Magnus Bak Klaris ‏  | ريستورانت سوري كارل راس ‏  | + 2 د 34 ث     |               |
|                       |                     |                           |                |               |
| مصدر: ProCyclingStats |                     |                           |                |               |

### تصنيف النقاط
| تصنيف النقاط          | تصنيف النقاط          | تصنيف النقاط                       | تصنيف النقاط | تصنيف النقاط |
| العداء                | العداء                | الفريق                             | النقاط       |              |
| --------------------- | --------------------- | ---------------------------------- | ------------ | ------------ |
| 1                     | مادس بيدرسن           | Lidl-Trek                          | 57 نقطة      |              |
| 2                     | Søren Wærenskjold ‏    | أونو اكس برو سايكلنج تيم ‏          | 48 نقطة      |              |
| 3                     | فابيو جاكوبسن         | Soudal Quick-Step                  | 42 نقطة      |              |
| 4                     | ماتياس سكجلموس جنسن   | Lidl-Trek                          | 30 نقطة      |              |
| 5                     | ماغنوس كورت نيلسن     | EF Education-EasyPost              | 26 نقطة      |              |
| 6                     | Tobias Lund Andresen ‏ | Team DSM-Firmenich                 | 24 نقطة      |              |
| 7                     | سورين كراغ أندرسن     | Alpecin-Deceuninck                 | 17 نقطة      |              |
| 8                     | Luca Colnaghi ‏        | Green Project-Bardiani CSF-Faizanè | 13 نقطة      |              |
| 9                     | جنسن بلاورايت ‏        | Alpecin-Deceuninck                 | 13 نقطة      |              |
| 10                    | Florian Vermeersch ‏   | Lotto Dstny                        | 12 نقطة      |              |
|                       |                       |                                    |              |              |
| مصدر: ProCyclingStats |                       |                                    |              |              |

### تصنيف الجبال
| تصنيف الجبال          | تصنيف الجبال               | تصنيف الجبال                   | تصنيف الجبال | تصنيف الجبال |
| العداء                | العداء                     | الفريق                         | النقاط       |              |
| --------------------- | -------------------------- | ------------------------------ | ------------ | ------------ |
| 1                     | نيكلاس بيديرسين ‏           | كولوكويك للدراجات ‏             | 40 نقطة      |              |
| 2                     | Jeppe Aaskov Pallesen ‏     | Mazowsze Serce Polski ‏         | 32 نقطة      |              |
| 3                     | فيسل كرول ‏                 | Human Powered Health           | 26 نقطة      |              |
| 4                     | Frederik Irgens Jensen ‏    | بي إتش إس - بل بيتون بورنهولم ‏ | 22 نقطة      |              |
| 5                     | مادس أوسترغارد كريستنسن ‏   | Leopard TOGT Pro Cycling ‏      | 20 نقطة      |              |
| 6                     | Henrik Pedersen (cyclist) ‏ | كولوكويك للدراجات ‏             | 18 نقطة      |              |
| 7                     | Nikolaj Mengel ‏            | بي إتش إس - بل بيتون بورنهولم ‏ | 16 نقطة      |              |
| 8                     | إميل فينجبو                | Leopard TOGT Pro Cycling ‏      | 12 نقطة      |              |
| 9                     | Simon Pellaud ‏             | سويس ريسينغ أكادمي ‏            | 10 نقطة      |              |
| 10                    | Jules Hesters ‏             | سبورت فلاندرين بالويس ‏         | 8 نقطة       |              |
|                       |                            |                                |              |              |
| مصدر: ProCyclingStats |                            |                                |              |              |

## تصنيف الفرق

### الفرق حسب الوقت
| تصنيف الفرق حسب الوقت | تصنيف الفرق حسب الوقت          | تصنيف الفرق حسب الوقت | تصنيف الفرق حسب الوقت |
| الفريق                | الفريق                         | الوقت                 |                       |
| --------------------- | ------------------------------ | --------------------- | --------------------- |
| 1                     | Lidl-Trek                      | 50 س 30 د 36 ث        |                       |
| 2                     | EF Education-EasyPost          | + 4 د 36 ث            |                       |
| 3                     | Leopard TOGT Pro Cycling ‏      | + 5 د 27 ث            |                       |
| 4                     | Alpecin-Deceuninck             | + 5 د 33 ث            |                       |
| 5                     | سويس ريسينغ أكادمي 2023 ‏       | + 5 د 58 ث            |                       |
| 6                     | Mazowsze Serce Polski ‏         | + 7 د 52 ث            |                       |
| 7                     | Lotto Dstny                    | + 10 د 42 ث           |                       |
| 8                     | Soudal Quick-Step              | + 10 د 58 ث           |                       |
| 9                     | سبورت فلاندرين بالويس ‏         | + 11 د 41 ث           |                       |
| 10                    | أونو اكس برو سايكلنج تيم 2023 ‏ | + 13 د 57 ث           |                       |
|                       |                                |                       |                       |
| مصدر: ProCyclingStats |                                |                       |                       |

## تصانيف فرعية

### تصنيف أفضل مقاتل
| تصنيف أفضل مقاتل      | تصنيف أفضل مقاتل         | تصنيف أفضل مقاتل                     | تصنيف أفضل مقاتل | تصنيف أفضل مقاتل |
| العداء                | العداء                   | الفريق                               | النقاط           |                  |
| --------------------- | ------------------------ | ------------------------------------ | ---------------- | ---------------- |
| 1                     | مادس أوسترغارد كريستنسن ‏ | Leopard TOGT Pro Cycling ‏            | 12 نقطة          |                  |
| 2                     | إميل فينجبو              | Leopard TOGT Pro Cycling ‏            | 12 نقطة          |                  |
| 3                     | نيكلاس بيديرسين ‏         | كولوكويك للدراجات ‏                   | 12 نقطة          |                  |
| 4                     | Daniel Stampe ‏           | ريستورانت سوري كارل راس ‏             | 12 نقطة          |                  |
| 5                     | Frederik Muff ‏           | كولوكويك للدراجات ‏                   | 8 نقطة           |                  |
| 6                     | Rasmus Bøgh Wallin ‏      | ريستورانت سوري كارل راس ‏             | 8 نقطة           |                  |
| 7                     | Jeppe Aaskov Pallesen ‏   | Mazowsze Serce Polski ‏               | 8 نقطة           |                  |
| 8                     | مارك ستيوارت             | بلاك سبوك برو سايكلنج ‏               | 8 نقطة           |                  |
| 9                     | سيباستيان غرينيار ‏       | Lotto Dstny                          | 4 نقطة           |                  |
| 10                    | Julius Johansen ‏         | فريق الدنمارك لركوب الدراجات للرجال ‏ | 4 نقطة           |                  |
|                       |                          |                                      |                  |                  |
| مصدر: ProCyclingStats |                          |                                      |                  |                  |

### تصنيف أفضل شاب
| تصنيف أفضل شاب        | تصنيف أفضل شاب             | تصنيف أفضل شاب                       | تصنيف أفضل شاب | تصنيف أفضل شاب |
| العداء                | العداء                     | الفريق                               | الوقت          |                |
| --------------------- | -------------------------- | ------------------------------------ | -------------- | -------------- |
| 1                     | Logan Currie ‏              | بلاك سبوك برو سايكلنج ‏               | 16 س 52 د 07 ث |                |
| 2                     | Tobias Svarre ‏             | كولوكويك للدراجات ‏                   | + 27 ث         |                |
| 3                     | Kasper Andersen (cyclist) ‏ | فريق الدنمارك لركوب الدراجات للرجال ‏ | + 1 د 13 ث     |                |
| 4                     | Matyáš Kopecký ‏            | تيم نوفو نورديسك ‏                    | + 3 د 09 ث     |                |
| 5                     | Jenno Berckmoes ‏           | سبورت فلاندرين بالويس ‏               | + 4 د 59 ث     |                |
| 6                     | Robin Juel Skivild ‏        | Leopard TOGT Pro Cycling ‏            | + 5 د 11 ث     |                |
| 7                     | Marco Brenner ‏             | Team DSM-Firmenich                   | + 7 د 26 ث     |                |
| 8                     | Martin Svrček ‏             | Soudal Quick-Step                    | + 10 د 24 ث    |                |
| 9                     | Tobias Lund Andresen ‏      | Team DSM-Firmenich                   | + 11 د 54 ث    |                |
| 10                    | Filippo Ridolfo ‏           | تيم نوفو نورديسك ‏                    | + 15 د 37 ث    |                |
|                       |                            |                                      |                |                |
| مصدر: ProCyclingStats |                            |                                      |                |                |

### تصنيف أفضل مقاتل
| تصنيف أفضل مقاتل      | تصنيف أفضل مقاتل         | تصنيف أفضل مقاتل                     | تصنيف أفضل مقاتل | تصنيف أفضل مقاتل |
| العداء                | العداء                   | الفريق                               | النقاط           |                  |
| --------------------- | ------------------------ | ------------------------------------ | ---------------- | ---------------- |
| 1                     | مادس أوسترغارد كريستنسن ‏ | Leopard TOGT Pro Cycling ‏            | 12 نقطة          |                  |
| 2                     | إميل فينجبو              | Leopard TOGT Pro Cycling ‏            | 12 نقطة          |                  |
| 3                     | نيكلاس بيديرسين ‏         | كولوكويك للدراجات ‏                   | 12 نقطة          |                  |
| 4                     | Daniel Stampe ‏           | ريستورانت سوري كارل راس ‏             | 12 نقطة          |                  |
| 5                     | Frederik Muff ‏           | كولوكويك للدراجات ‏                   | 8 نقطة           |                  |
| 6                     | Rasmus Bøgh Wallin ‏      | ريستورانت سوري كارل راس ‏             | 8 نقطة           |                  |
| 7                     | Jeppe Aaskov Pallesen ‏   | Mazowsze Serce Polski ‏               | 8 نقطة           |                  |
| 8                     | مارك ستيوارت             | بلاك سبوك برو سايكلنج ‏               | 8 نقطة           |                  |
| 9                     | سيباستيان غرينيار ‏       | Lotto Dstny                          | 4 نقطة           |                  |
| 10                    | Julius Johansen ‏         | فريق الدنمارك لركوب الدراجات للرجال ‏ | 4 نقطة           |                  |
|                       |                          |                                      |                  |                  |
| مصدر: ProCyclingStats |                          |                                      |                  |                  |

## وصلات خارجية
- الموقع الرسمي
- لمحة عن سباق طواف الدنمارك 2023 على موقع  ProCyclingStats   (برو  سايكلنج  ستاتس) - إحصاءات  محترفي  الدراجات.
- طواف الدنمارك 2023 على موقع إحصائيات الدراجات الإحترافية (الإنجليزية)